# Willem Pijper
Willem Pijper (ur. 8 września 1894 w Zeist, zm. 18 marca 1947 w Leidschendam) – holenderski kompozytor, krytyk muzyczny i wykładowca muzyki. Powszechnie uważany za najważniejszego przedstawiciela holenderskiej muzyki współczesnej.

## Życiorys
Willem Pijper urodził się w rodzinie robotniczej wyznania kalwińskiego, nie interesującej się zbytnio muzyką. Jego ojciec, tapeciarz z zawodu, akompaniował czasami na fisharmonii do psalmów. Gdy Willem miał pięć lat, ojciec nauczył go nazw nut zapisywanych w kluczu wiolinowym. Później mały Willem nauczył się samodzielnie stosować krzyżyki i bemole w zapisie nutowym i zaczął komponować proste melodie. Organista z pobliskiego kościoła zainteresował się chłopcem i pozwolił mu grywać na kościelnym instrumencie. W wieku dziesięciu lat Pijper rozpoczął naukę gry na fortepianie robiąc szybkie postępy. Słabe zdrowie (rodzaj przewlekłego zapalenia oskrzeli) uniemożliwiło mu uczęszczanie do szkoły podstawowej. Przez pierwsze 13 lat swojego życia uczył się w domu. W tym czasie rozwinął się intelektualnie, przejawiając szczególne zainteresowanie botaniką. Spędzał wiele godzin w ogrodzie ojca zajmując się zbieraniem nasion, starannym ich oznaczaniem i kategoryzowaniem. W 1908 roku stan jego zdrowia poprawił się na tyle, iż mógł rozpocząć naukę w gimnazjum, gdzie uczył się trzy lata, po czym postanowił całkowicie poświęcić się muzyce.
W 1915 roku zdał egzamin na uczelnię muzyczną Utrechtse Toonkunst Muziekschool w Utrechcie. Studiował tam kompozycję pod kierunkiem Johana Wagenaara i fortepian u Heleny van Lunteren-Hansen. W 1917 zaczął pisać artykuły do „Utrechts Dagblad”. Ich częstym tematem było życie muzyczne w Utrechcie. W 1918 miało miejsce prawykonanie I symfonii Pijpera pod batutą Willema Mengelberga, które przyniosło jej twórcy ogólnonarodową sławę.
Pijper w bardzo krótkim czasie rozwinął się jako muzyk, o czym świadczą znaczące różnice stylistyczne między jego I a II symfonią. W ciągu kilku lat (1918–1922) stał się jednym z najbardziej wyrafinowanych kompozytorów europejskich. Od około 1919 roku Pijper zaczął być określany jako atonalista. W rzeczywistości nie zrezygnował świadomie z tonalności; to raczej polifoniczny sposób myślenia i rozwinięty zmysł kontrapunktu spowodował ewolucję jego stylu harmonicznego w tym kierunku. Jego bitonalność lub politonalność zawsze zdążała do harmonii jako całości. Pomimo surowej samodyscypliny i konsekwentnego stosowania swych pomysłów Pijper pozostał kompozytorem o mocno emocjonalnym charakterze, czego dowodem jest jego III symfonia (1926).
W 1922 Pijper reprezentował Holandię w Salzburgu podczas konstytuowania się Międzynarodowego Towarzystwa Muzyki Współczesnej (ang. International Society for Contemporary Music); założył też holenderski oddział Towarzystwa.
Pijper okazyjnie dawał recitale fortepianowe (był bardzo aktywny jako wykonawca, zarówno jako solista, jak i akompaniator, do późnych lat 20.), ale większe znaczenie miała jego działalność jako krytyka muzycznego. W 1926 roku założył z Paulem F. Sandersem periodyk „De Muziek”, do którego napisał liczne mistrzowskie eseje i za pomocą którego miał nadzieję wytyczyć kierunki współczesnego życia muzycznego w Holandii. Zbiory jego esejów zostały opublikowane przez amsterdamskie wydawnictwo Querido pod tytułami „De Quintencirckel” i „De Stemvork”.
14 maja 1940 roku podczas masowego bombardowania Rotterdamu przez lotnictwo niemieckie dom Pijpera został całkowicie zniszczony, ale przetrwały jego rękopisy, zdeponowane przez niego kilka miesięcy wcześniej w bezpiecznym miejscu.
Lata wojny Pijper spędził pracując nad operą Merlijn do libretta Simona Vestdijka, opartą na legendach arturiańskich. Dzieła tego nie dane było mu jednak dokończyć. Pod koniec 1946 roku zdiagnozowano u niego raka, ale na leczenie było już za późno. Ostatnim dziełem, nad którym Pijper pracował, był koncert na wiolonczelę i orkiestrę, ukończony 3 lutego 1947 roku.
Willem Pijper zmarł 18 marca 1947. Dzięki niemu muzyka holenderska zajęła eksponowane miejsce w XX-wiecznej muzyce europejskiej. W 2011 roku Holenderskie Królewskie Towarzystwo Historyczno-Muzyczne (Koninklijke Vereniging voor Nederlandse Muziekgeschiedenis) wydało pisma zebrane Pijpera, zatytułowane „Het Papieren Gevaar”.
W 1949 roku spadkobiercy Willema Pijpera przekazali w darze Bibliotece Królewskiej (Koninklijke Bibliotheek) wszystkie rękopisy kompozytora. Od tamtego czasu kolekcja ta znacznie wzrosła. Ważnym nabytkiem stał się wyciąg fortepianowy i partie wokalne opery Halewijn, jedynej ukończonej przez kompozytora. Odzwierciedla on bogatą historię wykonań tej opery, opartej na średniowiecznej balladzie „Liedekijn van Heer Halewijn”.

## Życie prywatne
William Pijper był dwukrotnie żonaty, pierwszy raz z Anette Werker w roku 1918, z którą rozwiódł się w 1926 roku, a po raz drugi z pisarką Emmą van Lokhorst, z którą rozwiódł się w 1936 roku. William Pijper nie miał dzieci.

## Znaczenie
Jako kompozytor Pijper wypracował własny, indywidualny styl. W przeciwieństwie do wielu współczesnych mu kompozytorów nigdy nie ulegał panującym modom czy systemom. Jako nauczyciel wywarł ogromny wpływ na współczesną muzykę holenderską. Większość znanych holenderskich twórców z lat 50., 60. i 70. studiowała w różnych okresach pod jego kierunkiem. Pijper był starszym mistrzem instrumentacji w Konserwatorium w Amsterdamie, a od 1930 aż do śmierci kierował Konserwatorium w Rotterdamie.

## Dzieła[5]
Utwory orkiestrowe
Symfonie
- Symfonia nr 1 (1917)
- Symfonia nr 2 (1921)
- Symfonia nr 3 (1926)
- 6 Adagiów (1940)
- 6 epigramów symfonicznych (1928)

Koncerty
- Koncert fortepianowy (1927)
- Utwór koncertowy z fortepianem (1915)
- Koncert na skrzypce i orkiestrę (1938–1939)
- Koncert na wiolonczelę i orkiestrę (1936–1947)

Muzyka kameralna
- Kwartet smyczkowy nr 1 (1914)
- Kwartet smyczkowy nr 2 (1920)
- Kwartet smyczkowy nr 3 (1923)
- Kwartet smyczkowy nr 4 (1928)
- Kwartet smyczkowy nr 5 (1946)
- Septet na flet/piccolo, obój/rożek angielski, klarnet, fagot, róg, basso continuo i fortepian (1920)
- Quattro Pezzi Antichi na 3 skrzypiec i wiolonczelę (1923)
- Sekstet na flet, obój, klarnet, fagot, róg i fortepian (1923)
- Phantasie na flet, obój, klarnet, fagot, róg i fortepian (1927)
- Kwintet na flet, obój, klarnet, fagot i róg (1929)
- Trio na flet, klarnet i fagot (1926–1927)
- Trio nr 1 na skrzypce, wiolonczelę i fortepian (1914)
- Trio nr 2 na skrzypce, wiolonczelę i fortepian (1921)
- Sonata nr 1 na skrzypce i fortepian (1919)
- Sonata nr 2 na skrzypce i fortepian (1922)
- Sonata nr 1 na wiolonczelę i fortepian (1919)
- Sonata nr 2 na wiolonczelę i fortepian (1924)
- Sonata na flet i fortepian (1925)
- Sonata for skrzypce solo (1931)
- Passapied na carillon (1916)

Utwory fortepianowe
- Temat i pięć wariacji (1913)
- Trzy aforyzmy na fortepian solo (1915)
- Sonatina nr 1 na fortepian (1917)
- Sonatina nr 2 na fortepian (1925)
- Sonatina nr 3 na fortepian (1925)
- De Boufon, Het Patertje Langs den Kant, Scharmoes na fortepian solo (1926)
- Sonata na fortepian (1930)
- Sonata na 2 fortepiany (1935)

Utwory chorałowe
- De Lente Komt (1917)
- Op den Weefstoel (1918)
- Heer Halewijn (1920)
- La fille morte dans ses amours (1921)
- Heer Danielken (1925)
- Chanson „Réveilles-vous piccars” (1932–1933)
- Le marchand de sable geork nos. 1 & 2 (1934)
- Vanden Coning van Castilien (1936)

Utwory z akompaniamentem
- Fête Galantes (1916) do słów Paula Verlaine’a
- Romance sans paroles, C’est le chien de Jean de Nivelle (1921) do słów Paula Verlaine’a
- Songs from „The Tempest” (1930) do słów Williama Shakespeare’a
- Die Nächliche Heerschau (1922/43) do słów Carla Löwego
- Hymne (1941–1943) do słów P.C. Boutensa

Utwory na głos i fortepian
- Allerseelen (1914) do słów H. von Gilm
- Douwdeuntje (1916) do słów René de Clercqa
- Fêtes Galantes (1916) do słów Paula Verlaine’a
- Two Songs on Ancient Dutch Texts (1923)
- Four Songs (1916) do słów Berthy de Bruyn
- La Maumariée (1919–1920)
- Huit Noëls de France 1919
- Acht oud-Hollandsche liederen, I seria (1924)
- Acht oud-Hollandsche liederen, II seria (1935)
- Oud-Hollandsche minneliederen (1920/1942)
- Vieilles chansons de France (1918/1946)
- Twee Wachterliederen (1934)
- Zestiende-eeuwsch Marialied (1929)

Muzyka sceniczna
- Antigone (1920/1926)
- De Bacchanten (1924)
- De Cycloop (1925)
- Faëton of Reuckelose Stoutheit (1937)
- The Tempest (1929–1930)

Opery
- Halewijn (1932–1934) – dramat symfoniczny w 9 scenach
- Merlijn (1939–1942; niedokończona) – dramat symfoniczny w 3 aktach